# Presse typographique
Pour les articles homonymes, voir Presse.

L'atelier de Joost Amman en 1568.

La presse typographique est un dispositif destiné à imprimer des textes et des illustrations sur du papier, en exerçant une forte pression sur la feuille de papier placée sur une forme imprimante, ensemble de caractères en relief ou gravure sur bois, préalablement encrés, de manière que l'encre se dépose sur le papier.
L'opération répétée permet d'obtenir un grand nombre d'exemplaires identiques. C'est la mise au point de la presse, conjointement à l'emploi des caractères mobiles en plomb et de l’encre grasse spécifique, qui constitue l'invention majeure de Johannes Gutenberg, celle de l'imprimerie en Occident. Il est certain que les Chinois, les Coréens, ont utilisé les caractères mobiles, les Mongols, les Turcs, les Tibétains, les Arabes et d'autres peuples d'Asie, ont également utilisé l'imprimerie à des époques antérieures, mais ils n'ont pas utilisé la presse, ni réalisé la synthèse qui caractérise l'œuvre de Gutenberg.
La presse typographique a constitué la base de l'imprimerie en Occident pendant plusieurs siècles, jusqu'à ce qu'elle soit supplantée par la presse offset. En parallèle, on a continué à imprimer en xylogravure et à l'encre à l'eau et au frotton en Asie et on le fait encore aujourd'hui dans les techniques de l'estampe artistique.

## Presse à bras

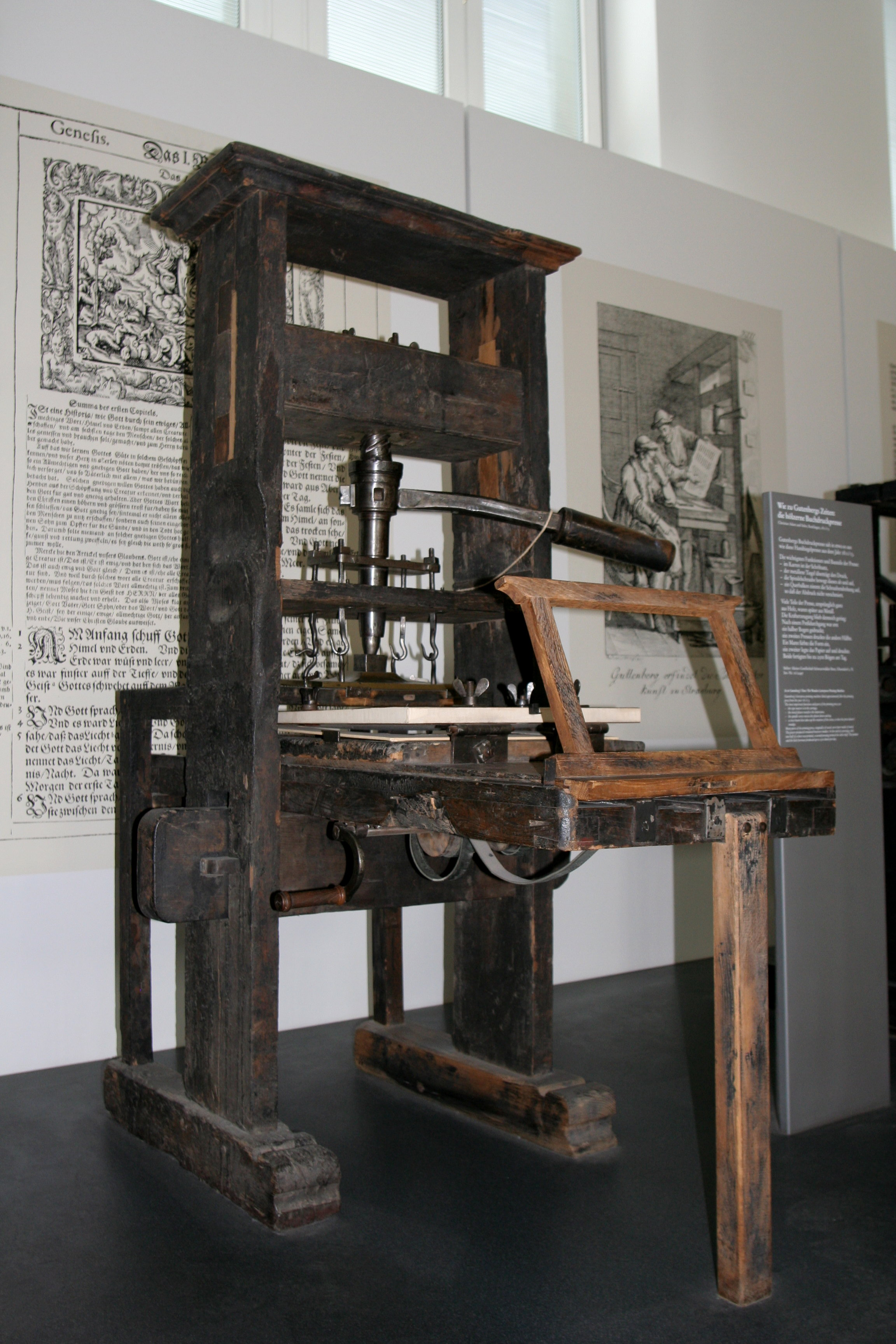
Presse à bras de 1811, pratiquement inchangée depuis Gutenberg.

On ne sait pas avec précision à quoi ressemblait la première presse utilisée par Gutenberg. Sans doute s'inspirait-elle largement à la fois du pressoir des vignerons et des diverses presses utilisées par d'autres professions : un montant horizontal transversal, portant sur deux montants verticaux, une vis centrale en bois actionnée par un levier et une platine exerçant la pression.
On peut supposer que des caractéristiques spécifiques ont été rapidement apportées, comme un chariot coulissant portant la forme, ce qui évitait d'avoir à relever trop haut la platine pour encrer et marger (placer la feuille de papier). D'abord en bois, il fut fabriqué en pierre calcaire, d'où son nom de marbre qui est resté. On ajouta l'encrier, où l'ouvrier déposait l'encre qu'il appliquait sur la forme imprimante au moyen de deux balles de cuir rembourrées de crin et munies de poignées en bois.
Selon la tradition, les balles étaient en peau de chien, donnant un cuir très fin et dépourvu de pores. L'encre est aussi un élément majeur de l'invention de la typographie : il a fallu trouver une encre pouvant adhérer au métal et se reporter sur le papier sans couler ni baver.

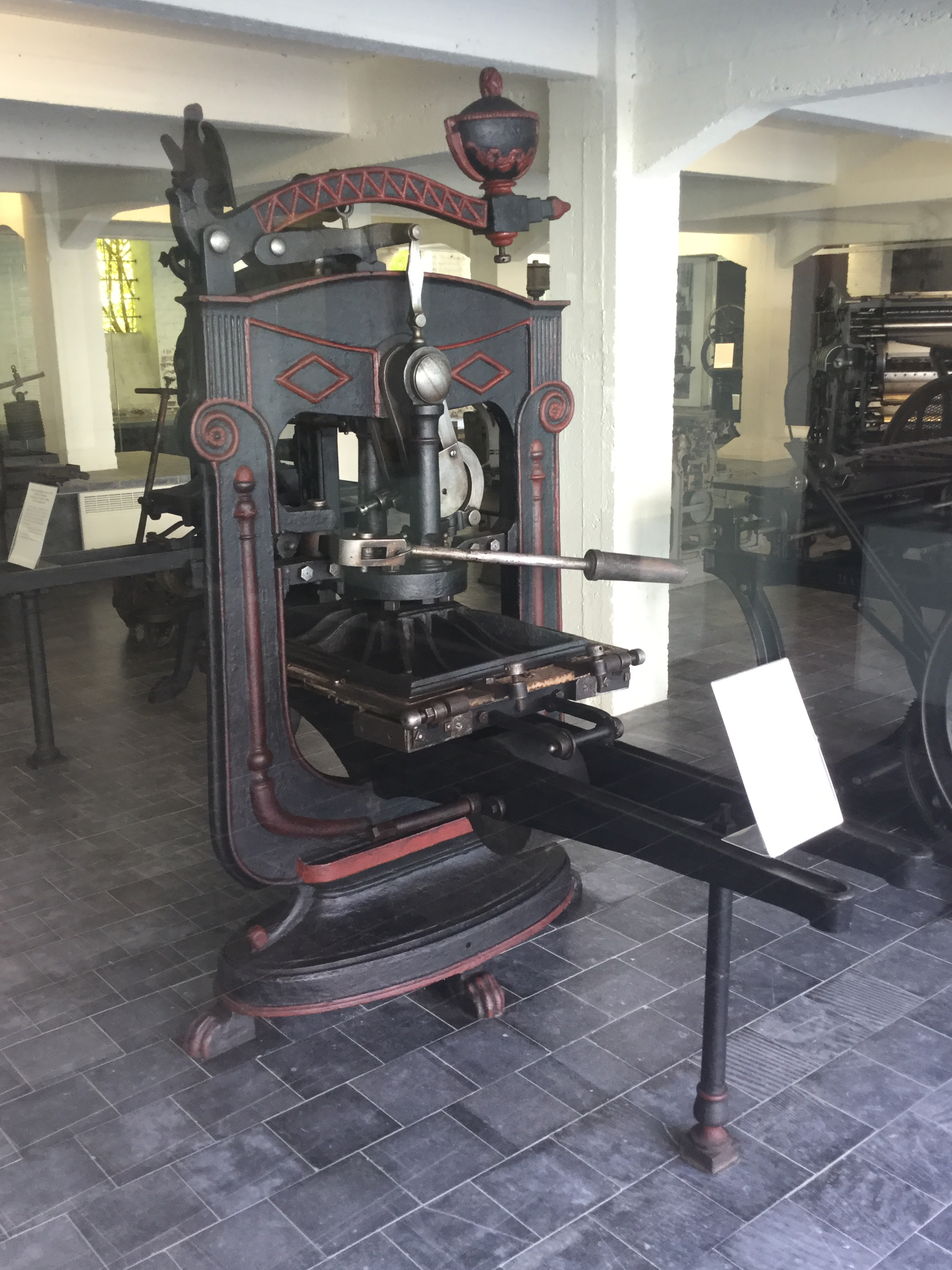
Presse typographique à bras en fer, modèle Albion, fabriquée par Gouy en 1840 (Galerie Henri Casterman, Tournai, Belgique).

Les premières représentations de presses typographiques montrent donc des machines robustes en bois, solidement étançonnées aux poutres du plafond de l'atelier pour éviter la torsion due à l'effort appliqué sur le levier. La vis sera le premier élément en métal. Le marbre s'équipe d'un volet mobile, le tympan, sur lequel on fixe la feuille de papier, qui se rabat par des charnières sur la forme, et qu'on garnit d'un blanchet, de tissu, de cuir ou de papier qui s'interpose entre la platine et la feuille à imprimer pour répartir et atténuer la dureté du foulage (déformation en creux du papier).
Plus tard, vers 1572, on ajoute un second volet, la frisquette, cadre qui sert à maintenir la feuille sur le tympan et qui, garni d'un fort papier ou d’un parchemin découpé dans les parties qui recevront l'impression, protège les marges des maculages d'encre toujours possibles.
Jusqu'au début du XIXe siècle, la pression exercée par la platine, au-delà d'une certaine dimension, n'est pas suffisante pour réaliser une impression correcte : il faut procéder en deux fois, en exerçant la pression sur une moitié de l'ensemble forme-feuille de papier, puis en déplaçant le chariot portant la forme pour procéder au second coup sur l'autre moitié : on parle de presse à deux coups.
Pendant très longtemps, la presse restera stable dans son principe, ne recevant que de petites modifications pratiques mineures.

### Presse hollandaise

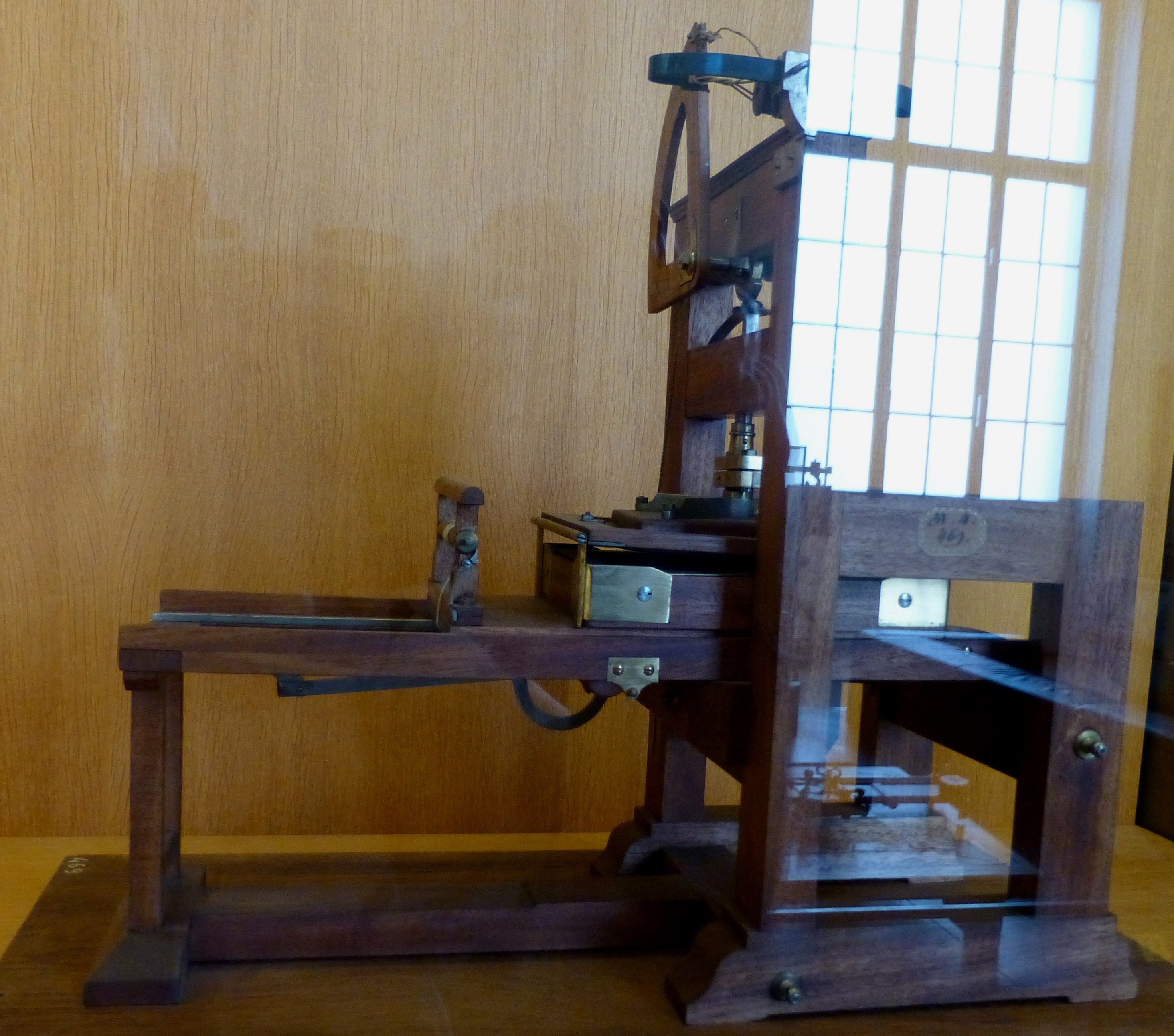
Presse typographique de P-D. Pierres, 1769, Musée des Arts et Métiers.

En 1620, l'imprimeur hollandais Willem Janszoon Blaeu, d'Amsterdam, adapte un contrepoids au barreau de pression, qui permet de relever automatiquement la platine (au lieu d'avoir à « dévisser », opération longue et fastidieuse). La presse hollandaise connaît un grand succès.
L'étape suivante, au XVIIIe siècle, est de supprimer l'encombrant étançonnage des presses dans l'atelier. Pour cela, on alourdit considérablement le bâti de la presse en le montant sur un massif de pierre. En 1787, l'imprimeur bâlois Wilhelm Haas (aussi directeur de la fonderie Haas) construit une presse dont il parvient à réduire les dimensions tout en lui donnant la plus grande stabilité.
La fin du XVIIIe siècle voit l'apparition des « mécaniciens » qui vont s'efforcer d'améliorer la qualité et le rendement de la presse. En France un conflit oppose deux inventeurs, l'imprimeur Firmin Didot et Anisson fils, directeur de l'Imprimerie royale, à propos de la mise au point d'une presse à un coup. Philippe-Denis Pierres (1741-1808), de son côté, fabrique une presse très mécanisée.
En Allemagne, de petites presses à bras, appelées Kniehebelpresse, utilisent un principe de « genou » articulé actionné par un levier pour démultiplier la pression, procédé inventé par Diedrich Uhlhorn en 1817. La Presse Uhlhorn était destinée à frapper des monnaies et des médailles, mais elle connut des applications en imprimerie.

### Presse Stanhope
Enfin, en 1795, l'Anglais Lord Charles Stanhope (1753-1816) met au point la presse qui représente l'ultime évolution : synthèse des améliorations précédentes, elle repose sur un socle cruciforme en bois, mais c'est la première presse totalement métallique. La platine exerce une pression forte et régulière, elle se relève automatiquement grâce à un contrepoids. C'est une presse à un coup. La Stanhope reste en usage pendant tout le siècle suivant, et était encore utilisée au XXe siècle comme presse à épreuves.

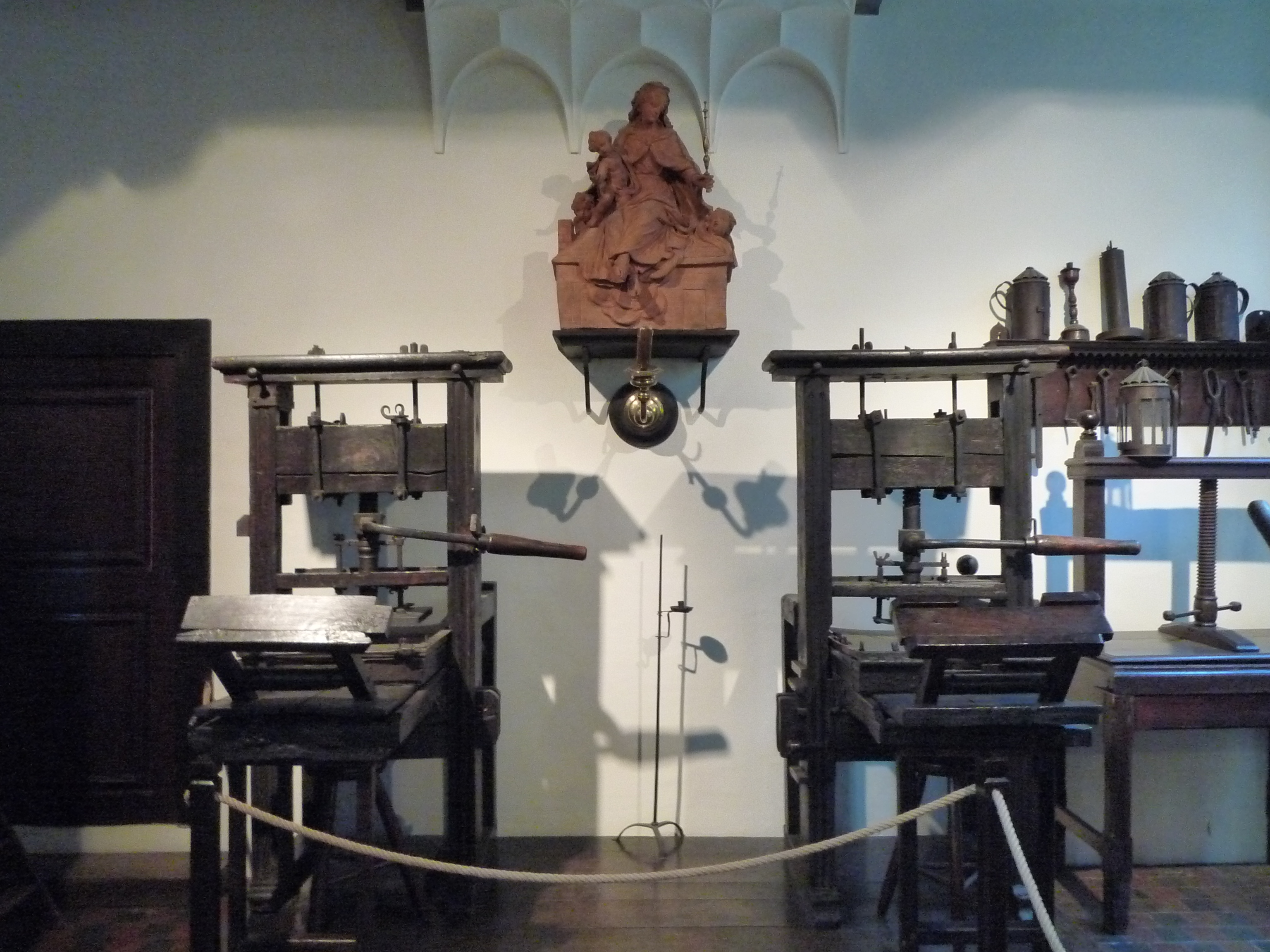
Les deux plus anciennes presses conservées (XVIe siècle) au musée Plantin d'Anvers.
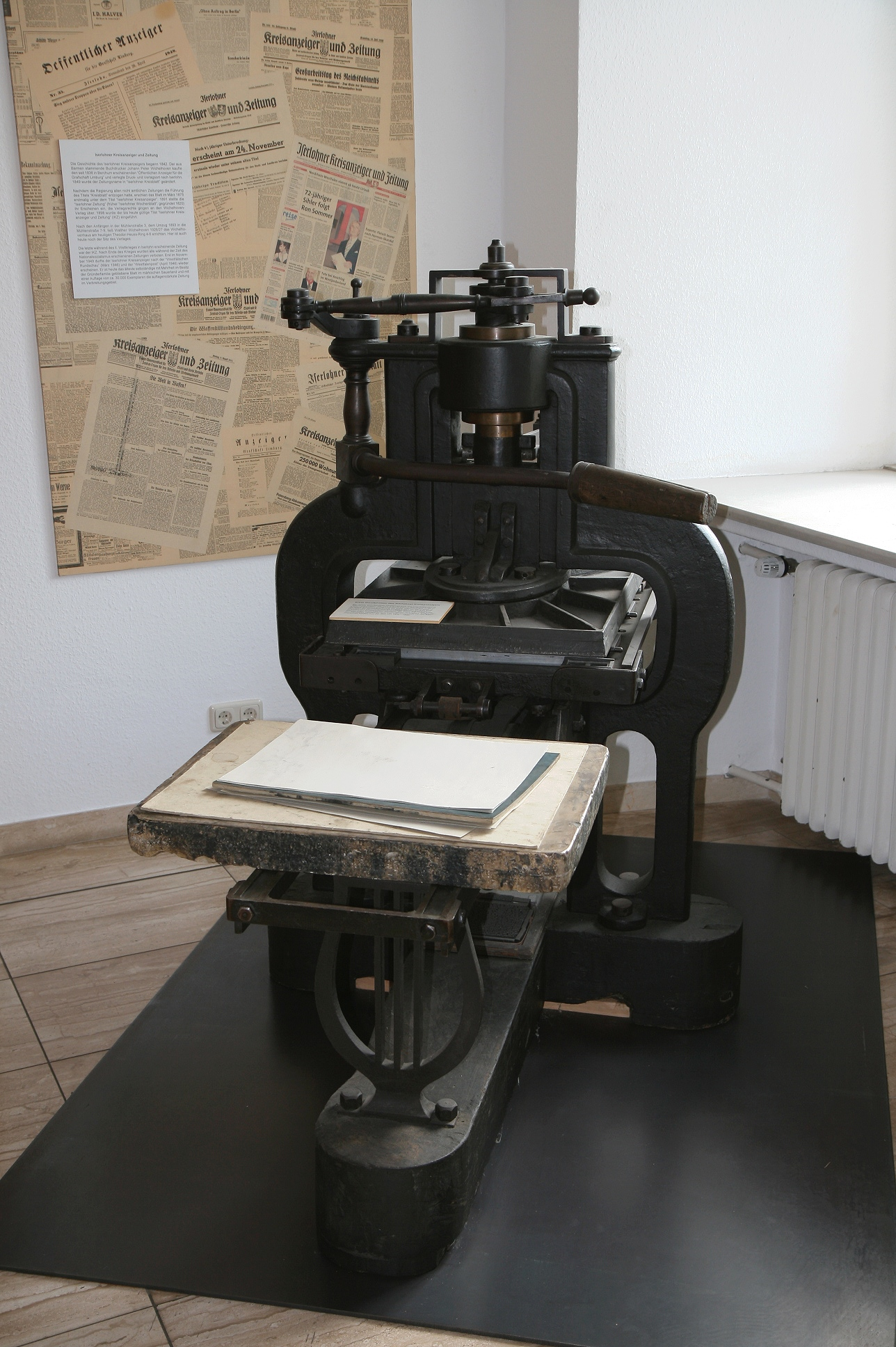
Presse Stanhope, musée d'Iserlohn.
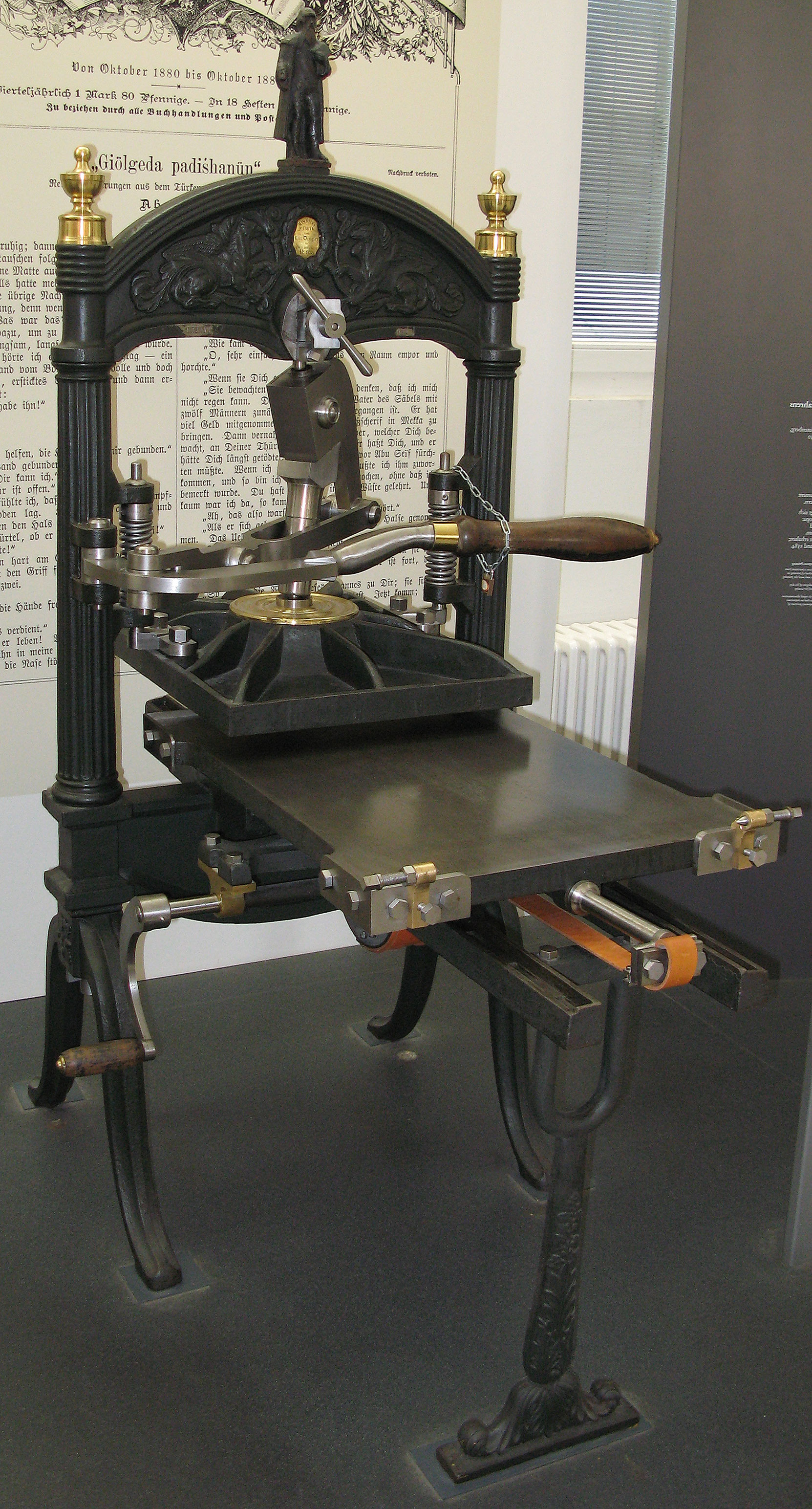
Presse à levier de 1845.
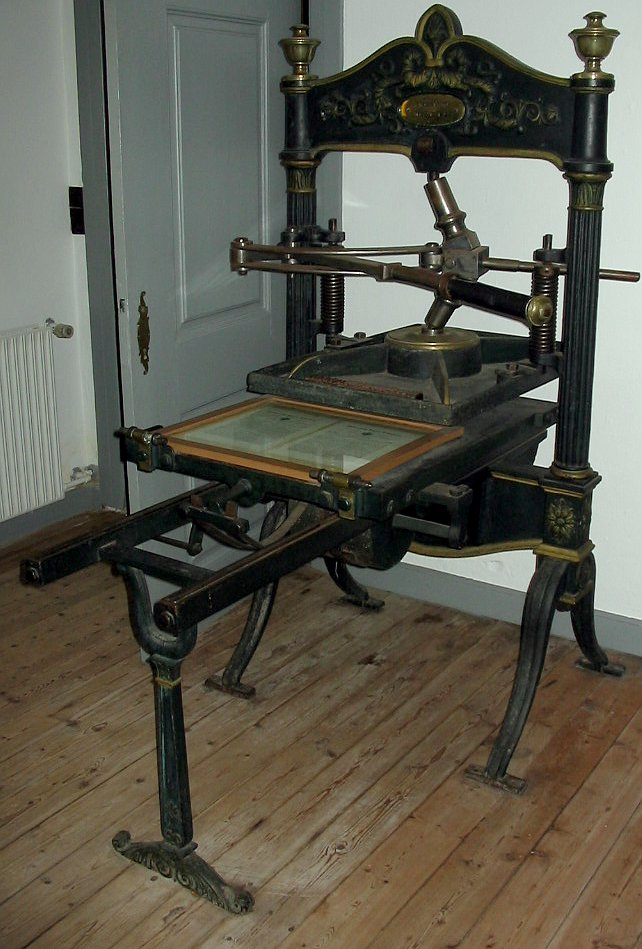
Presse à levier.

### Statistiques

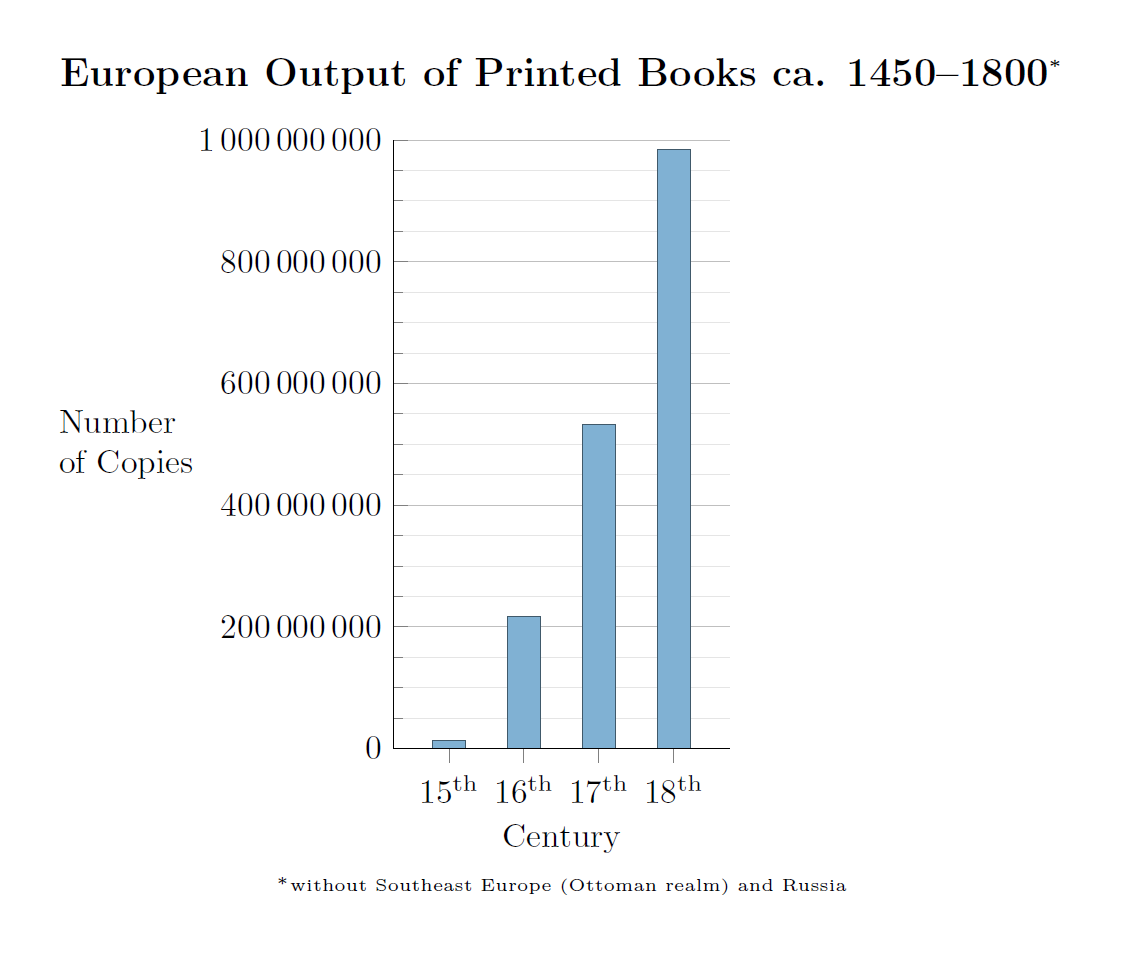
Production des livres imprimés par la presse à bras jusqu'à 1800[2].
Imprimeries utilisant la presse à bras au XVe siècle[3].

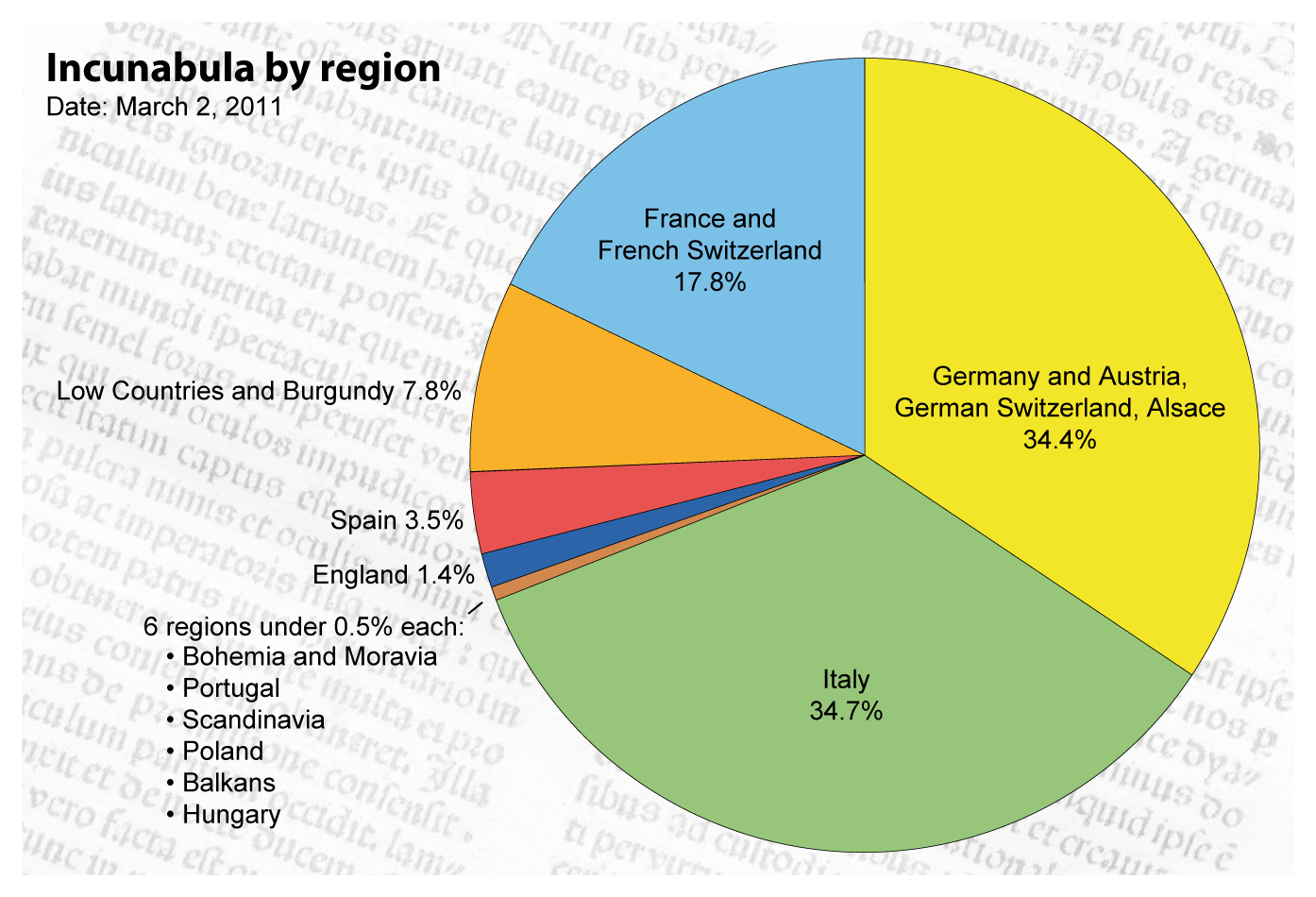
Proportion des livres imprimés par la presse à bras au XVe siècle par région[3].
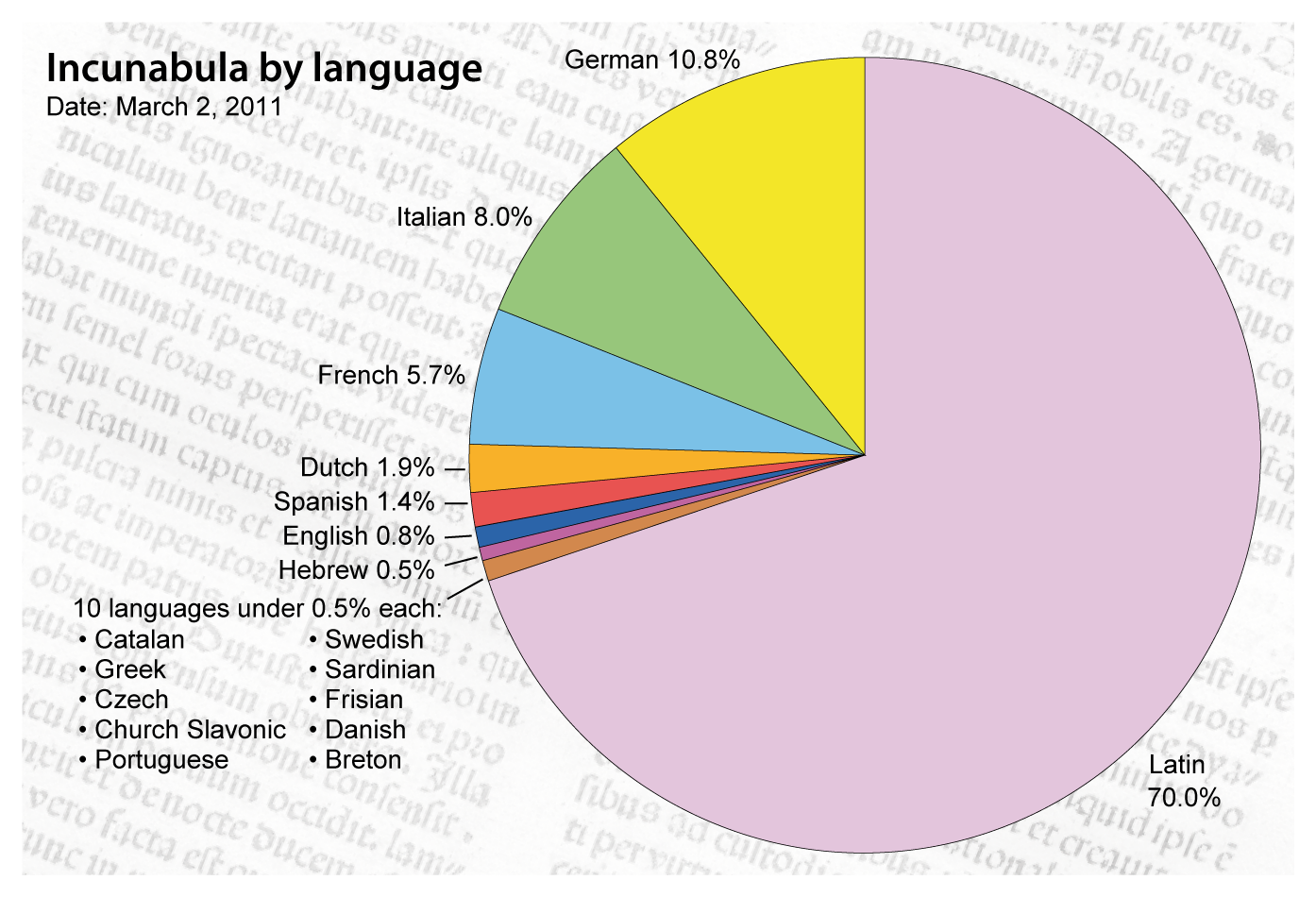
Proportion des livres imprimés par la presse à bras au XVe siècle par langue[3].

## Presse mécanique à cylindres
Friedrich Koenig, né à Eisleben le 17 avril 1774, est, croit-on, horloger, mais il devient imprimeur pour mettre au point son invention : une presse qui réaliserait mécaniquement toutes les opérations effectuées jusque-là manuellement : encrage, marge de la feuille, impression, éjection de la feuille. Il ne trouve pas les capitaux sur le continent européen, et c'est en Angleterre qu'il trouve les fonds auprès du journal The Times. Associé à son élève Andreas Friedrich Bauer, il ouvre en 1809 son atelier de construction à Londres.
La presse de Koenig n'a plus de platine traditionnelle, mais des cylindres. Le cylindre, en « roulant » sur l’ensemble forme-papier, exerce une pression plus forte que la platine, qui exerce sa pression sur l'ensemble de la surface. La feuille, guidée par des courroies, effectue un trajet entre les cylindres et se trouve imprimée par la forme, qui effectue un mouvement de va-et-vient en passant sous le cylindre, dont l’axe est fixe.
Le 29 novembre 1814, la presse réalisée par Koenig pour le Times est la première actionnée à la vapeur. Elle ouvre l'imprimerie à l'ère industrielle. Par la suite, les presses à cylindre sont actionnées par des moteurs électriques.
Koenig et Bauer quittent Londres en 1817 pour revenir en Allemagne ; ils s'installent à Oberzell, en Bavière, pour créer Koenig & Bauer AG, aujourd'hui l'un des leaders de son secteur.
Les premières presses à cylindres sont dites machines en blanc, car elles n'impriment qu'un côté de la feuille. Par la suite, les presses permettent d'imprimer successivement les deux côtés, ce sont les presses à retiration.
De nombreux fabricants proposent leurs propres modèles tout au long du XIXe siècle et de la première moitié du XXe. La plupart des impressions des livres et journaux sont alors réalisées sur des machines à cylindres.
Les timbres postaux gravés en taille-douce et dont les matrices en creux sont constituées de cylindres sont dits imprimés en « taille-douce rotative ».

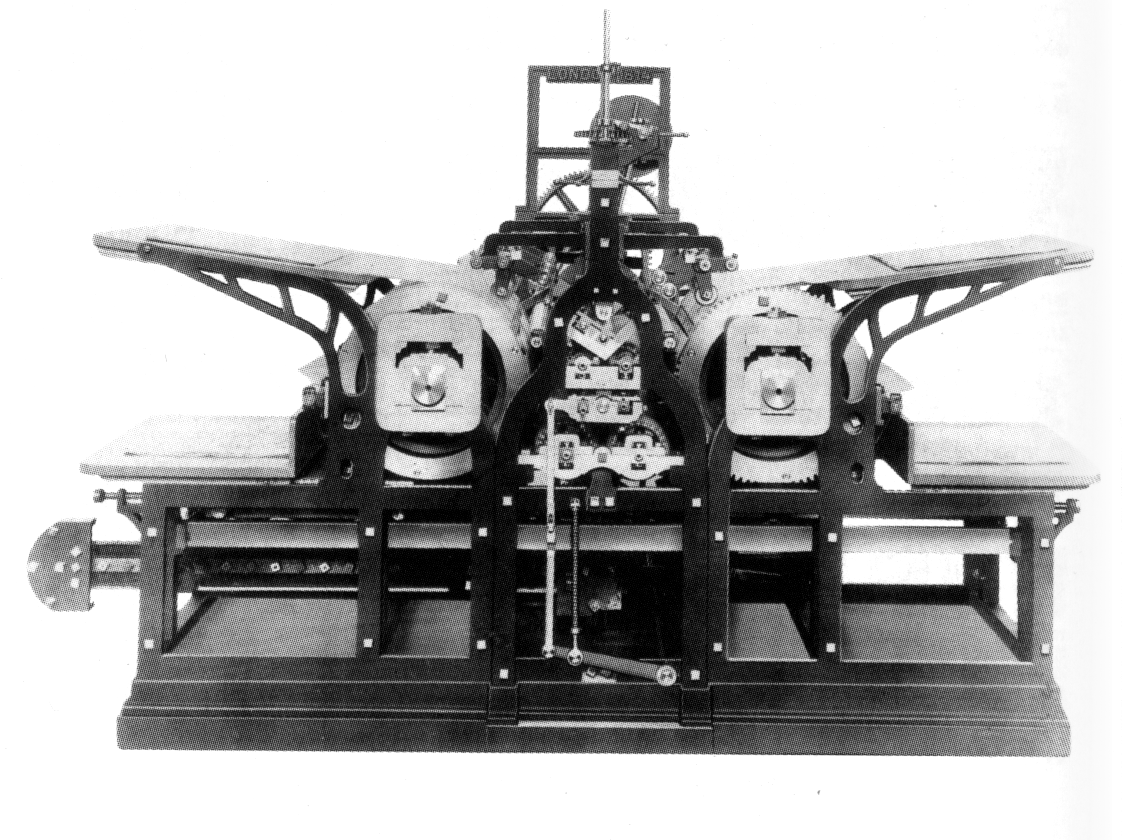
Presse à vapeur de Koenig, 1814.
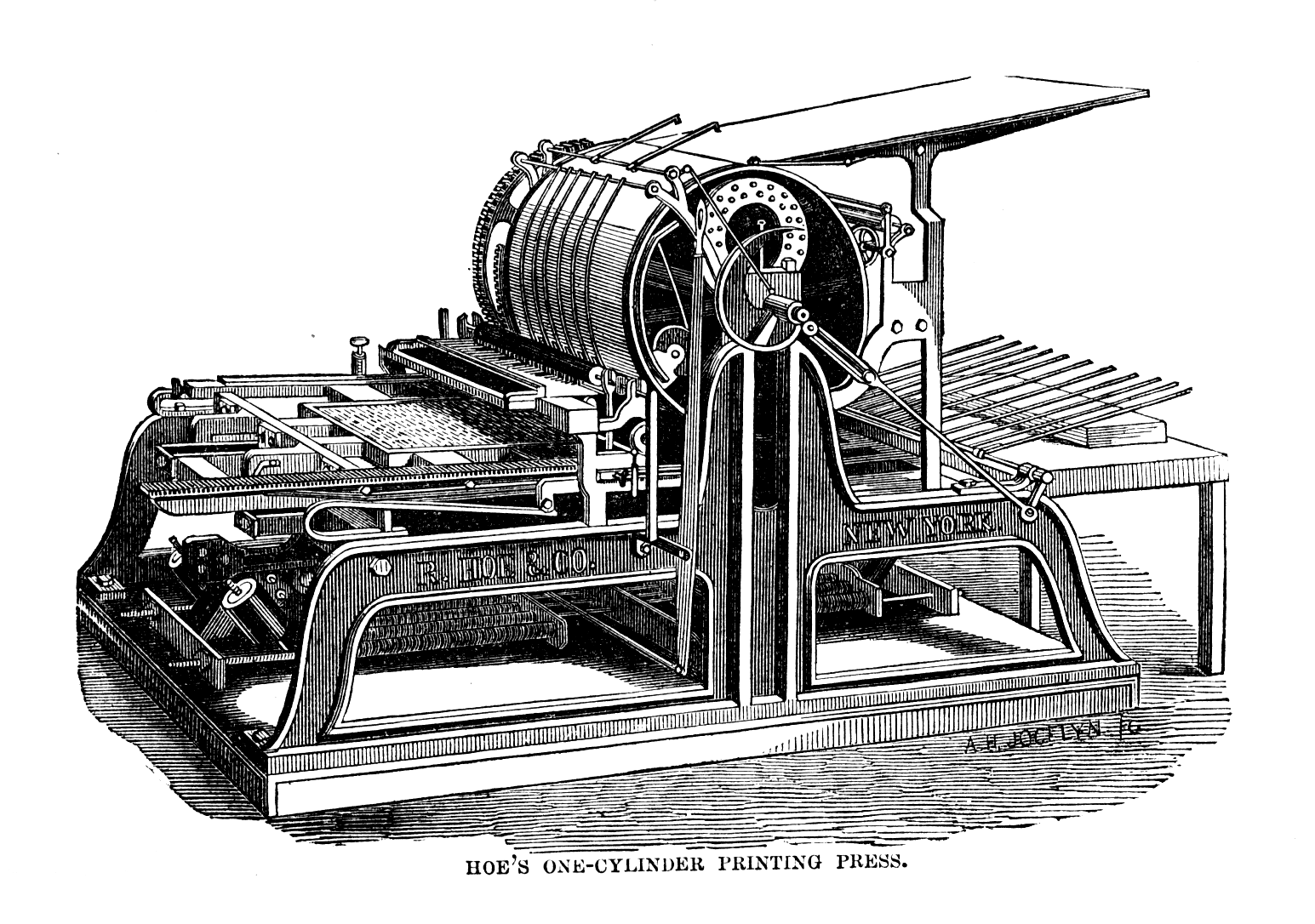
Presse à cylindre de Hoe, 1864.
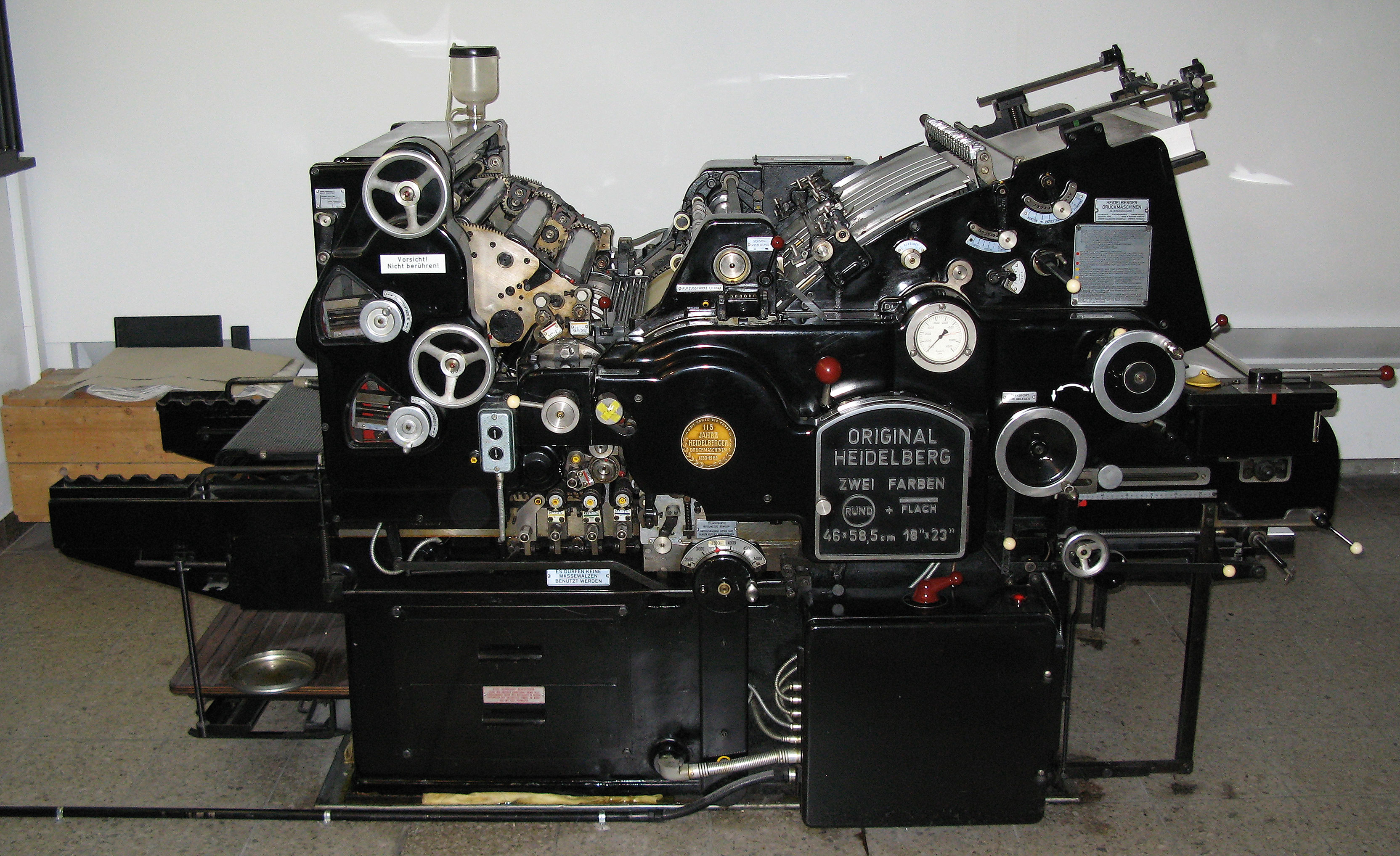
Presse Heidelberg à deux couleurs, 1965.

## Presse rotative

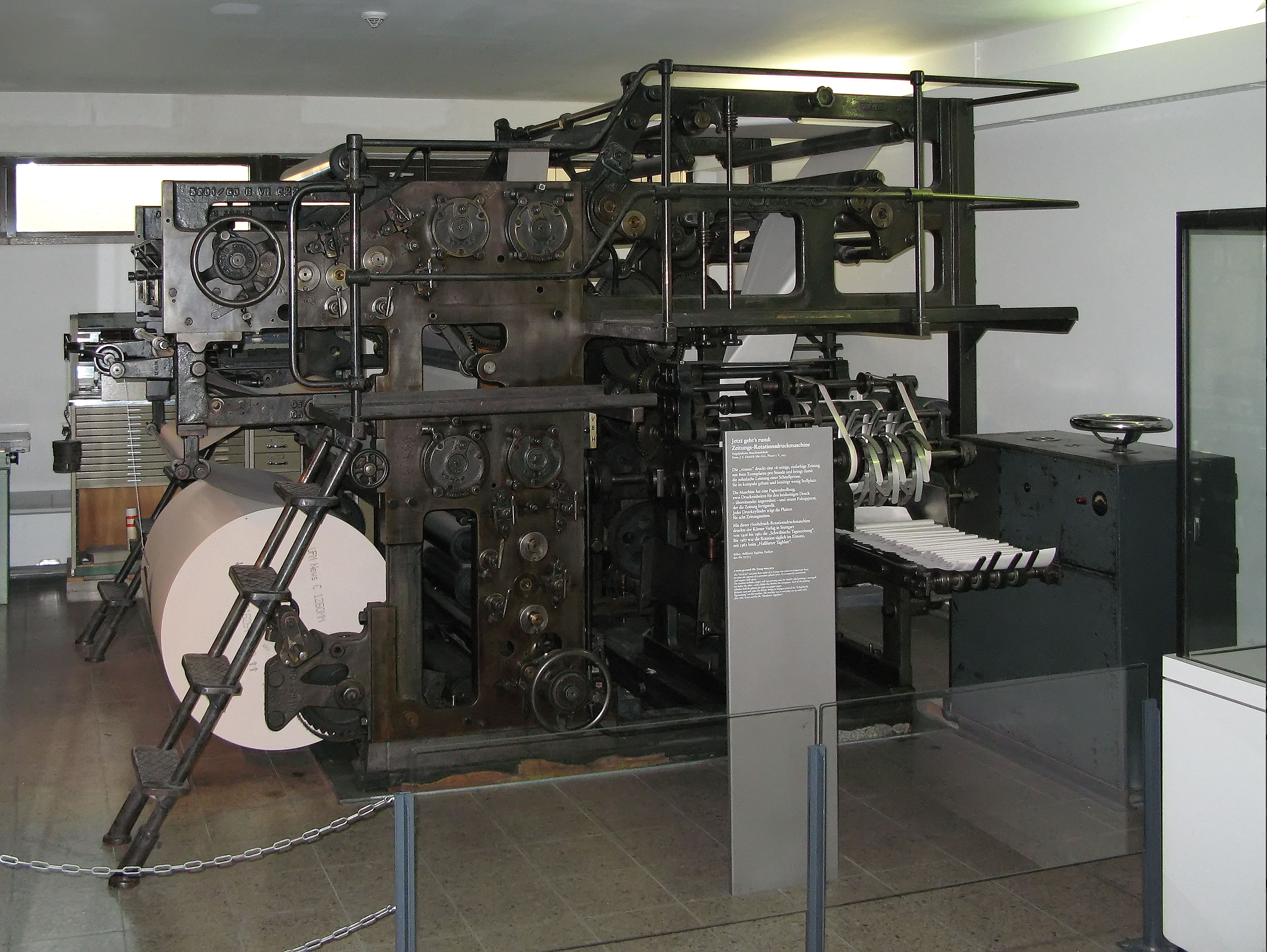
Presse rotative.

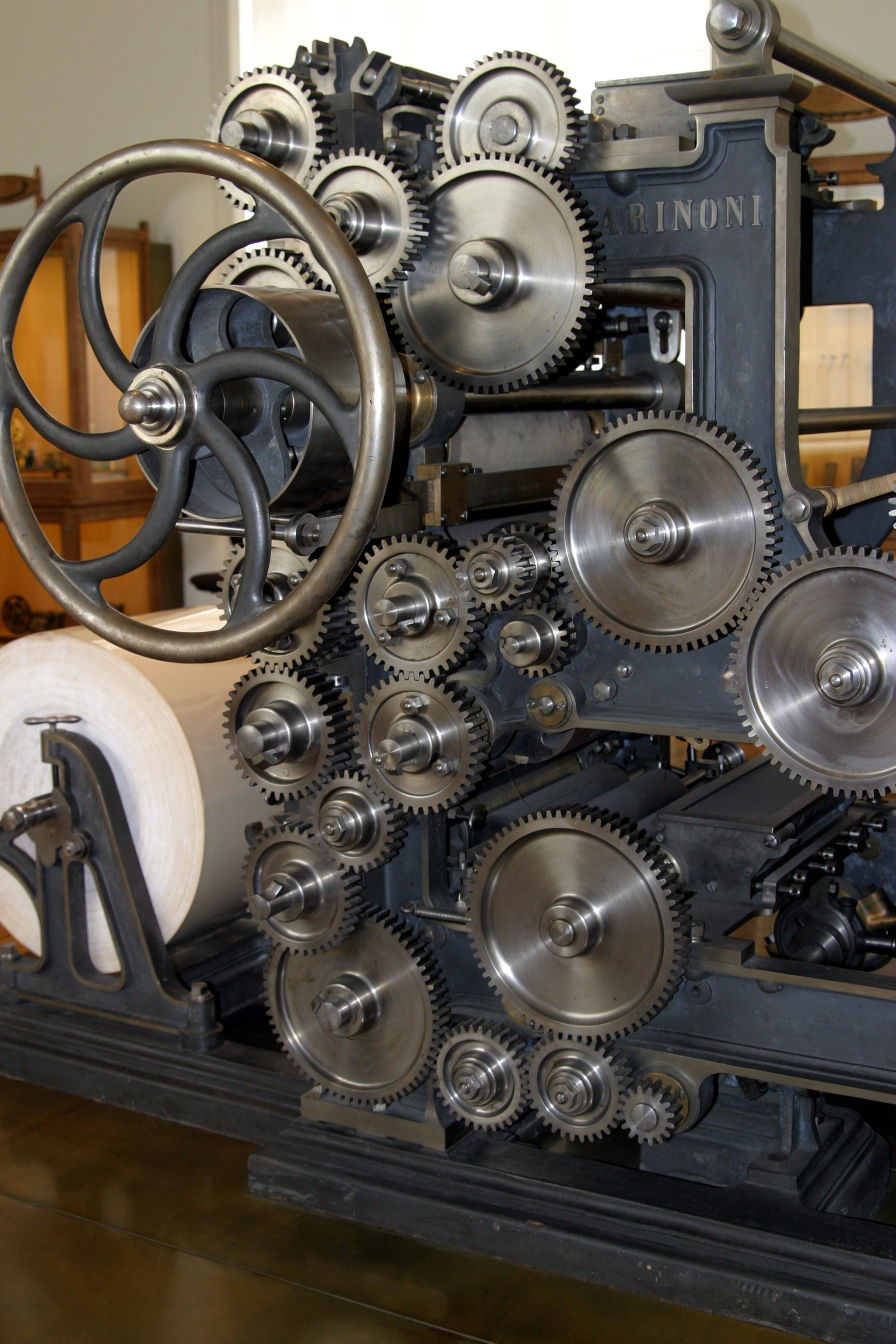
Presse rotative de Marinoni, 1883.

Malgré leur succès et leur efficacité, les presses à cylindres présentent un défaut : la forme typographique plane en plomb, surtout dans les grands formats, représente une masse considérable qui est animée d'un mouvement de va-et-vient, d'où relative lenteur, vibrations et pertes d'énergie. Les machines, nécessairement lourdes, doivent reposer sur des massifs de maçonnerie.
L'invention de la rotative est attribuée en 1847 à l'américain Richard March Hoe. Elle a cependant connu de multiples précurseurs : Cowper en imagine le principe en 1816, Worms et Justin, en 1838, utilisent le cliché stéréotypique cintré, base du procédé. On peut aussi dire que les presses à imprimer le papier peint, au moyen de rouleaux de bois gravés, étaient des rotatives avant la lettre.
La rotative de Hoe utilise encore du papier en feuilles, et c'est William Bullock qui imagine de remplacer les feuilles par des bobines de papier, ce qui permet d'augmenter encore la vitesse d'impression. La rotative de Hoe est employée en 1871 par The New York Tribune. Elle imprime les deux côtés du papier en un seul passage et produit 18000 journaux à l'heure. En 1866-1867, aidé par l'ingénieur Alexandre Yves Gaveaux, le constructeur Hippolyte Marinoni propose une presse rotative qui sera employée pour la première fois par Le Petit Journal, dont il prendra le contrôle en 1882 pour en faire le quotidien le plus tiré au monde. De son côté, le patron de presse Jean Dupuy utilise le matériel Durriey & Cie qui est 2,5 fois plus rapide que la presse Marinoni : son Petit Parisien devient en 1903 le plus gros tirage national.
La rotative est une presse à cylindre, à cette différence que la forme imprimante n'est plus à plat, mais fixée sur un cylindre rotatif. À partir d'une composition traditionnelle, on réalise un flan, sorte de moule à partir duquel on coule du plomb, on a donc une composition de la page entière en un seul bloc, qui peut être cintré pour s'adapter à un cylindre. Le mouvement alternatif de la lourde forme est alors remplacé par un mouvement rotatif (d'où le nom de la rotative) continu, fluide et rapide, l'impression étant réalisée sur une bobine de papier continu (coupé en sortie de presse). Tous les journaux à grands tirages adoptèrent la rotative.

## Presse à platine

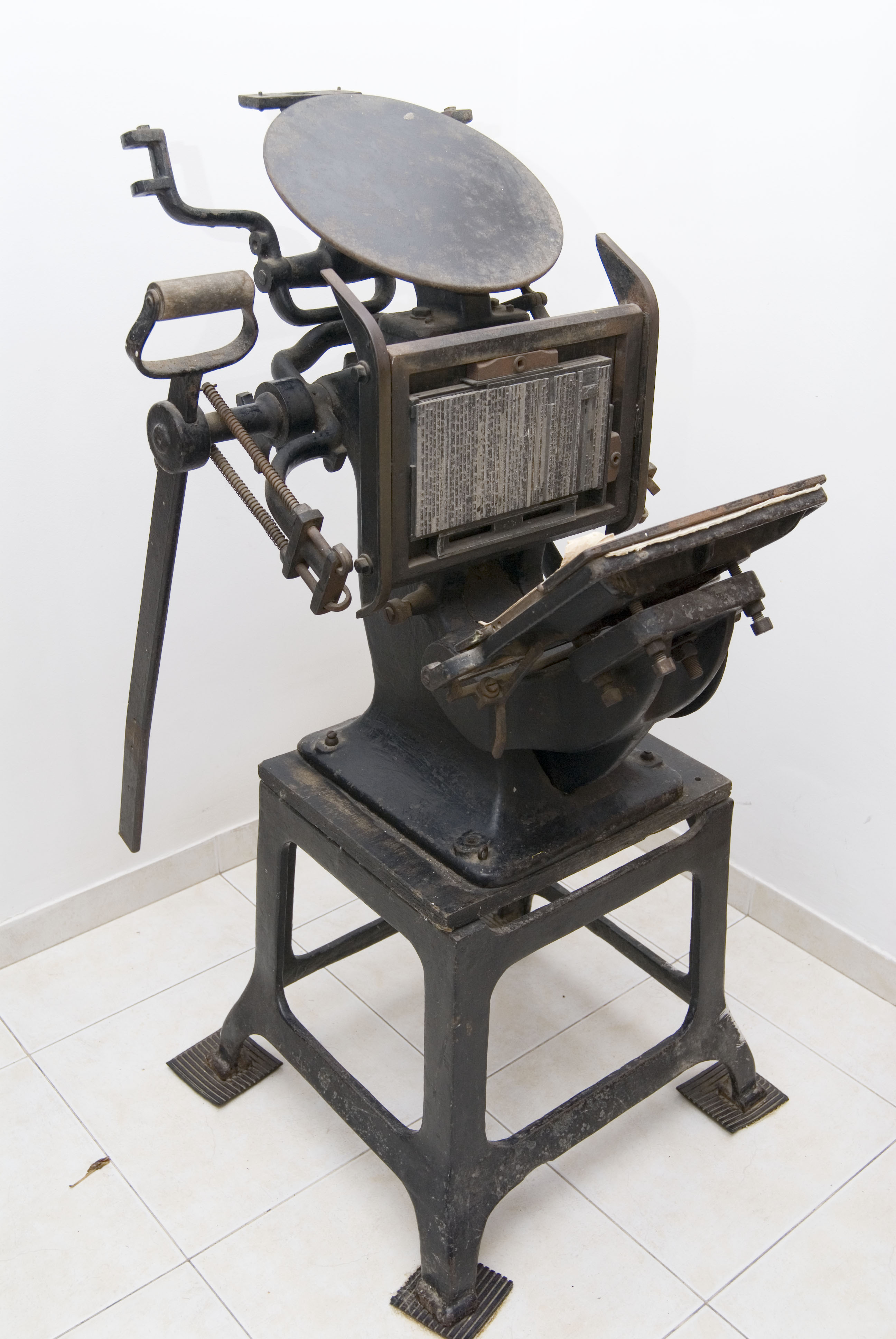
Presse à platine à main. Le levier actionne le mouvement du rouleau encreur, qui va prendre l'encre étalée sur le disque, en haut, passe sur la forme imprimante verticale, puis la platine portant la feuille de papier, à l'avant, vient s'appliquer sur la forme.

Parallèlement au développement des presses mécaniques à cylindres, on voit fleurir de nombreuses petites presses à platine actionnées par une pédale, ou un levier, puis par un moteur électrique, qui servent essentiellement aux travaux de ville de petit format : cartes de visite, invitations, faire-part, prospectus.
Le promoteur de ce genre de machine est l'américain Geo P. Gordon. Apparaissent après les Gordon, les Liberty, puis en 1878 le système Gally, caractérisé par un encrage à rouleaux très efficace, qui sera repris par la plupart des constructeurs européens avec une quantité de modèles, dont la Victoria. Aux États-Unis, l'un des constructeurs les plus populaires fut la firme Chandler and Price (en), ou C & P, fondée en 1881.
En France, on parlera couramment de ces presses sous le nom de Minerve ou de Pédale : en 1869, Stanislas Berthier & Durey lance « La Minerve », puis Charles Derriey (mort en 1880) lance la « Pédale Derriey » ; son fils Jules est à l'origine de plusieurs machines très performantes entre 1900 et 1912 comme « La Nécessaire ». D'autres constructeurs-ingénieurs équipent l'important parc de petits et moyens imprimeurs français comme Niel et Valuet (1875), Alauzet et Cie (Montrouge), Henri Voirin...
La forme est placée verticalement, elle est surmontée par un plateau encreur circulaire : un ou plusieurs rouleaux encreurs passent sur ce plateau où on a mis l'encre, puis sur la forme, et la platine portant la feuille de papier vient presser sur la forme, selon des modalités qui varient selon les machines, mais en règle générale comme les deux parties d'un livre ouvert qui se referme. Pour des formats moyens, la pression exercée est suffisante. À l'origine, l'ouvrier se borne à marger manuellement, puis les presses à platine s'automatisent de plus en plus. Sur ce principe de base, beaucoup de machines présentant diverses variantes ont été créées. Ces machines, en usage tant qu'a duré l'impression typographique, sont encore souvent visibles, même si elles ne servent plus que rarement.

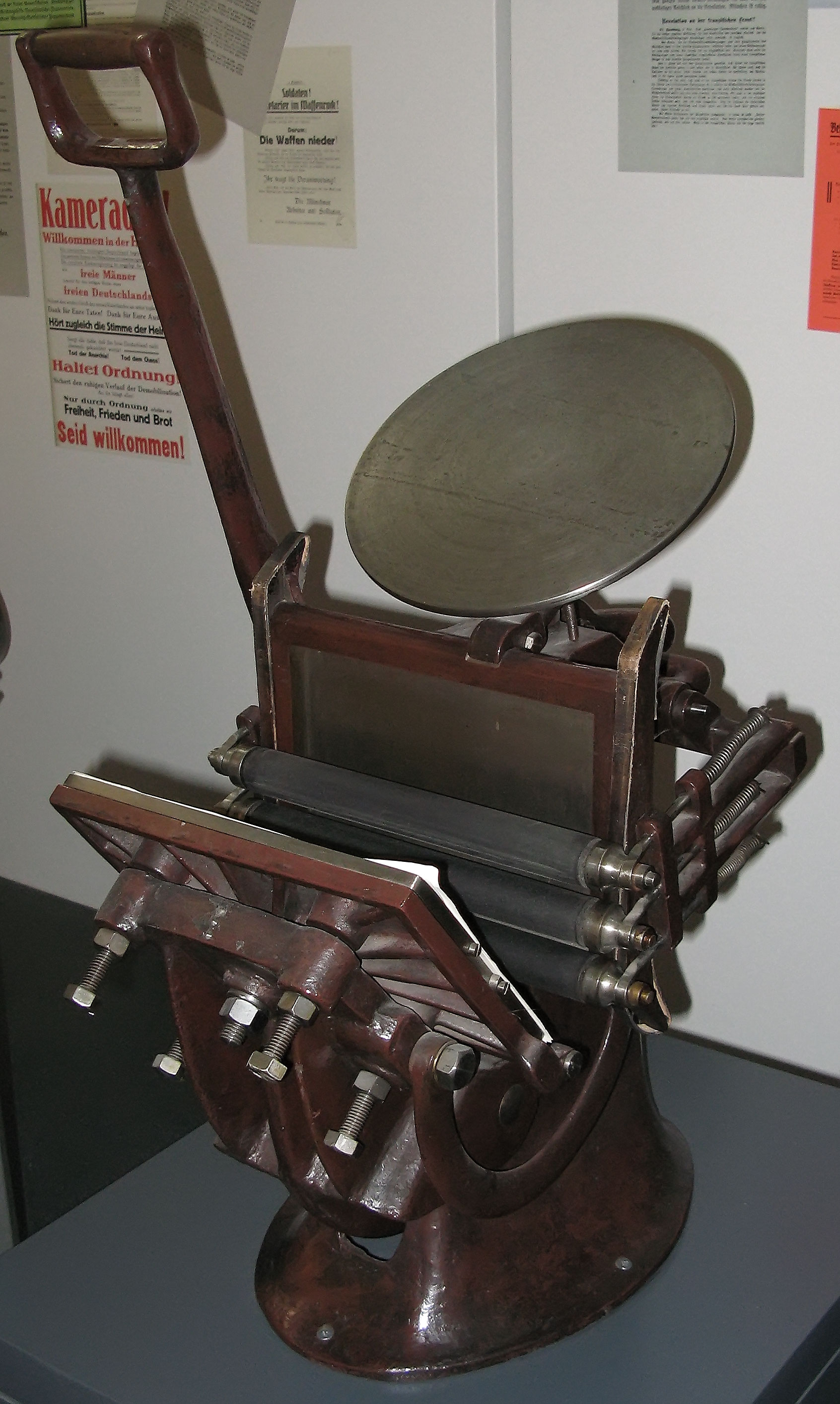
Presse à platine à levier Boston, ca 1900.
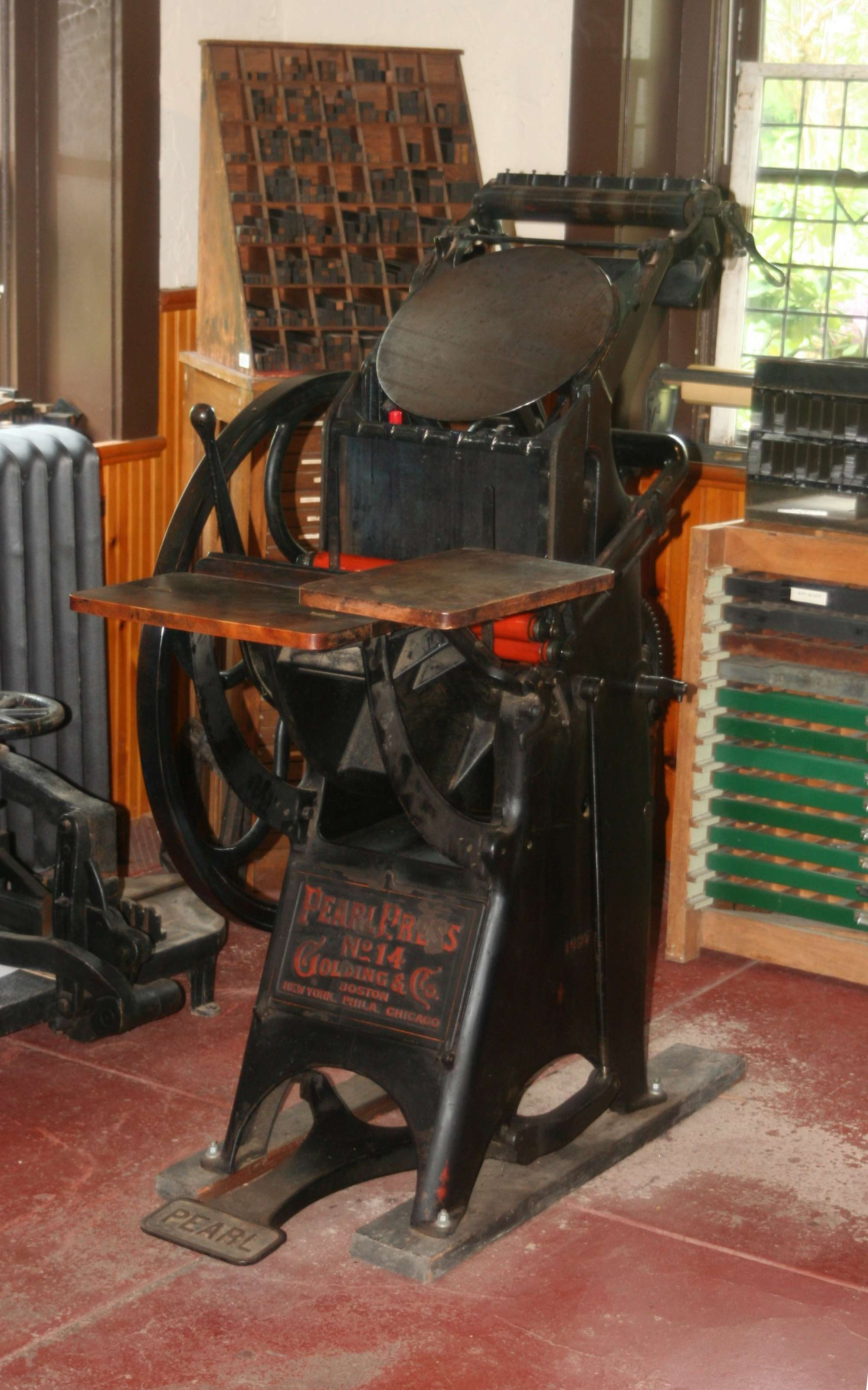
Presse à platine à pédale.
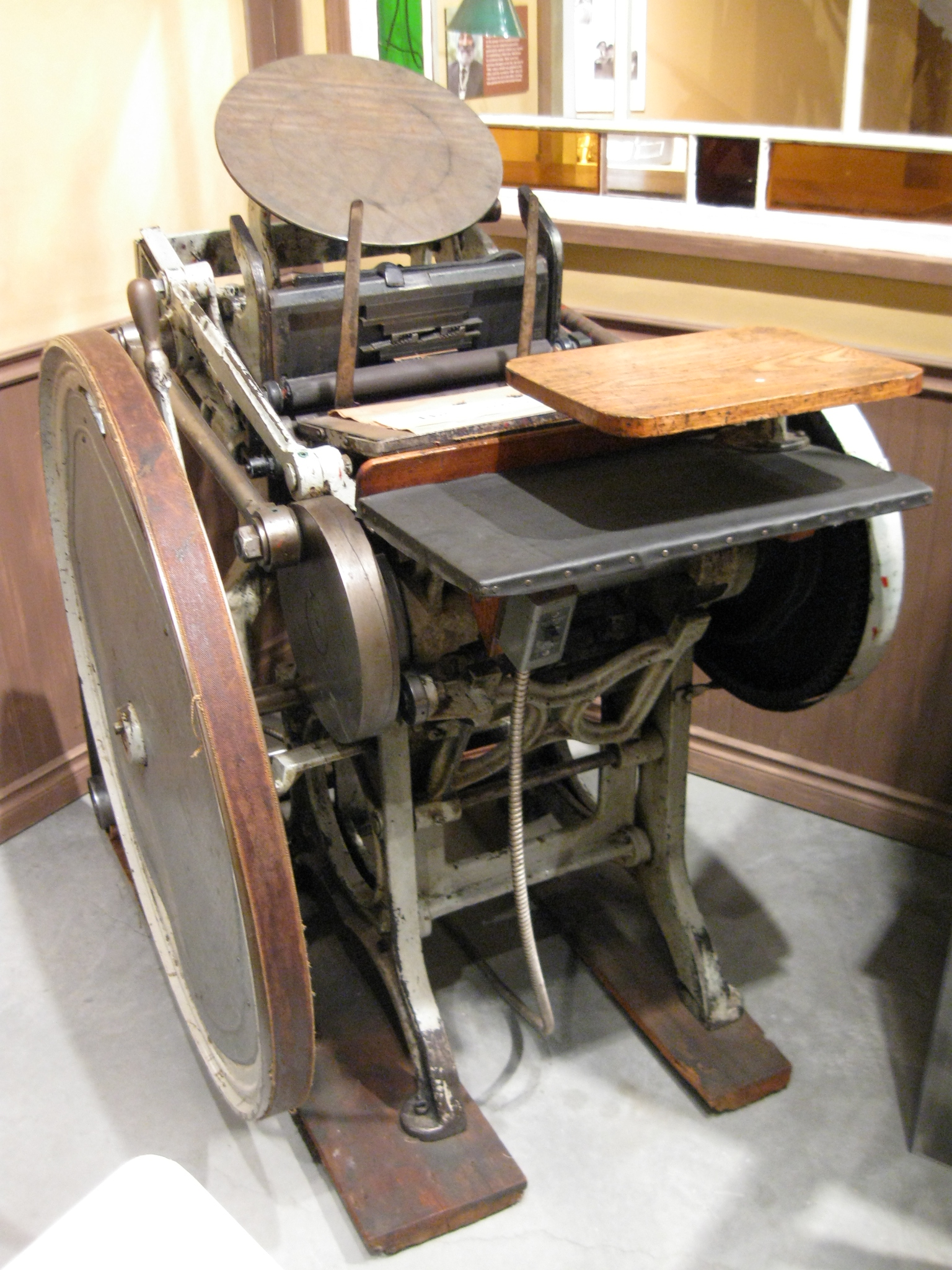
Presse à platine motorisée.
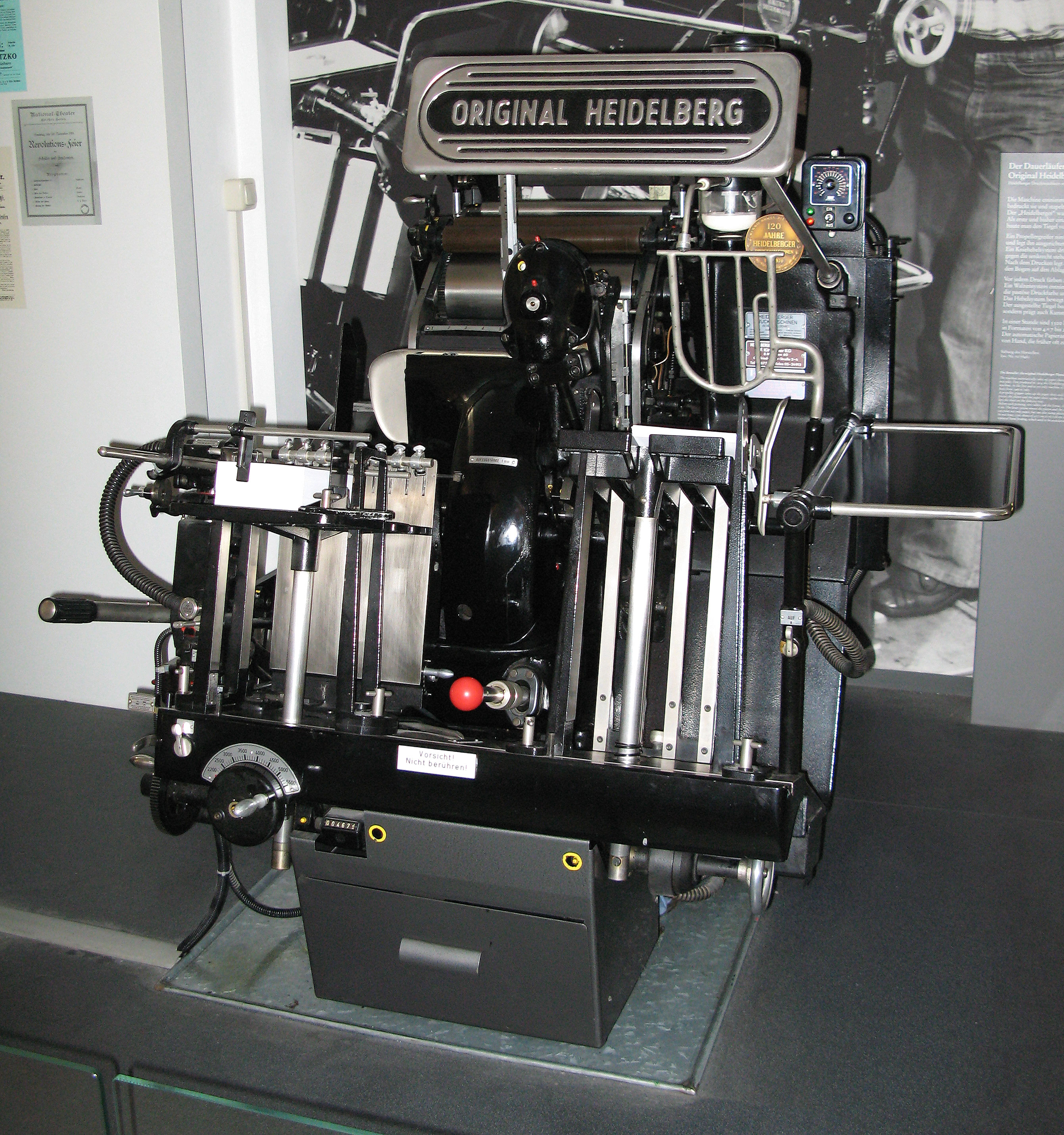
Presse Heidelberg, fabriquée de 1926 à 1985.